# Philodromus venustus
Philodromus venustus är en spindelart som beskrevs av O. Pickard-Cambridge 1876. Philodromus venustus ingår i släktet Philodromus och familjen snabblöparspindlar.
Artens utbredningsområde är Egypten. Inga underarter finns listade i Catalogue of Life.